# Ángel Heras
Ángel Valentín de las Heras Lázaro (* 18. September 1958 in Zamora) ist ein ehemaliger spanischer Sprinter, der sich auf die 400-Meter-Distanz spezialisiert hat. Seinen größten Erfolg feierte er mit dem Gewinn der Bronzemedaille über 400 Meter bei den Halleneuropameisterschaften 1983 in Budapest.

## Sportliche Laufbahn
Erste internationale Erfahrungen sammelte Ángel Heras vermutlich im Jahr 1975, als er bei den Junioreneuropameisterschaften in Athen mit der spanischen 4-mal-100-Meter-Staffel in 40,52 s die Bronzemedaille gewann. 1979 belegte er bei den Mittelmeerspielen in Split in 21,73 s den siebten Platz im 200-Meter-Lauf und gelangte mit der 4-mal-100-Meter-Staffel mit 41,33 s auf Rang fünf und wurde mit der 4-mal-400-Meter-Staffel in 3:11,20 min Vierter. 1982 schied er bei den Halleneuropameisterschaften in Mailand mit 21,71 s in der Vorrunde über 200 Meter aus und im September schied er bei den Freiluft-Europameisterschaften in Athen mit 21,37 s in der ersten Runde aus. Zudem kam er dort mit der 4-mal-400-Meter-Staffel im Vorlauf nicht ins Ziel. Im Jahr darauf gewann er bei den Halleneuropameisterschaften in Budapest in 46,57 s die Bronzemedaille über 400 Meter hinter Jewgeni Lomtew aus der Sowjetunion und dem Briten Ainsley Bennett. Im August wurde er bei den erstmals ausgetragenen Weltmeisterschaften in Helsinki in der ersten Runde über 400 Meter disqualifiziert und schied über 200 Meter mit 21,25 s im Viertelfinale aus. Zudem schied er mit der 4-mal-400-Meter-Staffel mit 3:09,68 min im Semifinale aus. Anschließend belegte er bei den Mittelmeerspielen in Casablanca in 46,57 s den siebten Platz über 400 Meter und gewann mit der Staffel in 3:06,54 min die Bronzemedaille hinter den Teams aus Frankreich und Italien. Daraufhin gewann er bei den Ibero-Amerikanischen Meisterschaften in Barcelona in 10,65 s die Bronzemedaille im 100-Meter-Lauf hinter dem Kubaner José Luis Isalgue und Nelson dos Santos aus Brasilien und sicherte sich über 200 Meter in 21,09 s die Silbermedaille hinter dem Kubaner Tomás González. Zudem siegte er dort in 40,40 s in der 4-mal-100-Meter-Staffel und gewann mit der 4-mal-400-Meter-Staffel in 3:08,17 min die Bronzemedaille hinter den Teams aus Kuba und Brasilien. 1984 schied er bei den Olympischen Sommerspielen in Los Angeles mit 45,88 s im Viertelfinale über 400 Meter aus und kam mit der 4-mal-400-Meter-Staffel mit 3:08,79 min nicht über die Vorrunde hinaus.
1985 belegte er bei den Hallenweltspielen in Paris in 54,09 s den sechsten Platz und anschließend gelangte er bei den Halleneuropameisterschaften in Piräus mit 46,68 s auf den fünften Platz. Im Oktober wurde er dann beim IAAF World Cup in Canberra in 3:01,46 min Vierter mit der europäischen Auswahl über 4-mal 400 Meter. Im Jahr darauf kam er bei den Halleneuropameisterschaften in Madrid mit 48,22 s nicht über den Vorlauf über 400 Meter hinaus und auch bei den Freiluft-Europameisterschaften im August in Stuttgart schied er mit 46,41 s in der ersten Runde aus. Zudem belegte er dort mit der Staffel in 3:04,12 min den fünften Platz. 1987 schied er mit der 4-mal-400-Meter-Staffel bei den Weltmeisterschaften in Rom mit 3:06,41 min im Semifinale aus und kam mit der 4-mal-100-Meter-Staffel mit 39,74 s nicht über die Vorrunde hinaus. Im Jahr darauf schied er bei den Halleneuropameisterschaften in Budapest mit 47,70 s im Halbfinale über 400 Meter aus und im Juli kam er mit der 4-mal-400-Meter-Staffel bei den Ibero-Amerikanischen Meisterschaften in Mexiko-Stadt nicht ins Ziel. 1992 schied er mit der Staffel bei den Olympischen Sommerspielen in Barcelona mit 3:04,60 min in der ersten Runde aus und beendeter daraufhin seine aktive sportliche Karriere im Alter von 34 Jahren.
In den Jahren 1979 und 1982 wurde Heras spanischer Meister im 200-Meter-Lauf sowie von 1983 bis 1988 über 400 Meter. Zudem wurde er 1983, 1984 und 1986 Hallenmeister über 400 Meter.

## Persönliche Bestleistungen
- 200 Meter: 20,95 s (+0,2 m/s), 28. Mai 1988 in Granada
  - 200 Meter (Halle): 21,71 s, 6. März 1982 in Mailand
- 400 Meter: 45,54 s, 9. Juni 1984 in Mailand
  - 400 Meter (Halle): 46,57 s, 6. März 1983 in Budapest